# Kazuaki Mimoto
Kazuaki Mimoto (en japonés: 三本和明, Mimoto Kazuaki; 20 de marzo de 1972) es un deportista japonés que compitió en remo. Ganó dos medallas en el Campeonato Mundial de Remo, en los años 2000 y 2001, en la prueba de cuatro scull ligero.

## Palmarés internacional
| Campeonato Mundial | Campeonato Mundial | Campeonato Mundial | Campeonato Mundial  |
| Año                | Lugar              | Medalla            | Prueba              |
| ------------------ | ------------------ | ------------------ | ------------------- |
| 2000               | Zagreb (Croacia)   | Medalla de oro     | Cuatro scull ligero |
| 2001               | Lucerna (Suiza)    | Medalla de bronce  | Cuatro scull ligero |